# Valter Montini
Valter Montini (1960) è un allenatore di pallacanestro italiano.

## Palmarès
- Coppa Svizzera: 1

Riva-Muraltese: 2015-2016